# 科尼 (罗讷省)
科尼（法語：Cogny，法語發音：[kɔɲi]）是法国罗讷省的一个市镇，属于索恩河畔自由城区。

## 地理
科尼（45°59'15"N, 4°37'29"E）面积5.83 平方千米，位于法国奥弗涅-罗讷-阿尔卑斯大区罗讷省，该省份为法国中东部省份，北起顺时针与索恩-卢瓦尔省、安省、里昂大都会、伊泽尔省和卢瓦尔省接壤。
与科尼接壤的市镇（或旧市镇、城区）包括：里沃莱、圣波勒、维尔叙雅尔尼乌、德尼塞、拉斯纳、金石门镇。

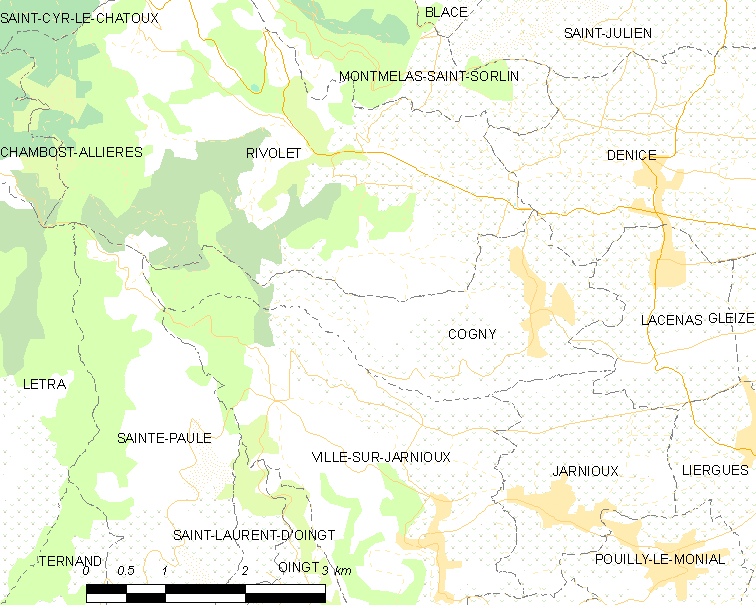
的OSM定位图

科尼的时区为UTC+01:00、UTC+02:00（夏令时）。

## 行政
科尼的邮政编码为69640，INSEE市镇编码为69061。

## 政治
科尼所属的省级选区为瓦勒德万县。

## 人口

1962-2008年间人口变化图示

科尼于2022年1月1日时的人口数量为1198人。